# 天外魔境II 万字丸
《天外魔境II 卍丸》是Hudson Soft于1992年在PC-Engine外设Super CD-ROM²上发行的电子角色扮演游戏，为天外魔境系列第二作。
PlayStation 2和GameCube重制版于2003年发行，任天堂DS重制版于2006年发行。游戏还收录于2008年PlayStation Portable合辑《天外魔境Collection》。2011年，游戏于PlayStation 3和PlayStation Portable的PlayStation Network再版。

## 角色
火之一族
- 战国卍丸 聲優：伊倉一壽
- 歌舞技團十郎聲優：山口勝平
- 極樂太郎 聲優：赤星昇一郎
- 絹 聲優：井上杏美

## 评价
在2006年《Fami通》的读者投票中，本游戏列为第12大最佳游戏。